# Bittereinders
Bittereinders zijn de Afrikaners (of Boeren) die na de Britse verovering van Pretoria en Bloemfontein in de Tweede Boerenoorlog (1899-1901) de strijd nog niet wilden opgeven. Zij wilden doorvechten tot het bittere einde. Uiteindelijk tekenden zij op 31 mei 1902 een vredesverdrag met de Britten.
Het tegenovergestelde van een bittereinder, een opgever, werd een hensopper genoemd.

## Concentratiekampen als drukmiddel

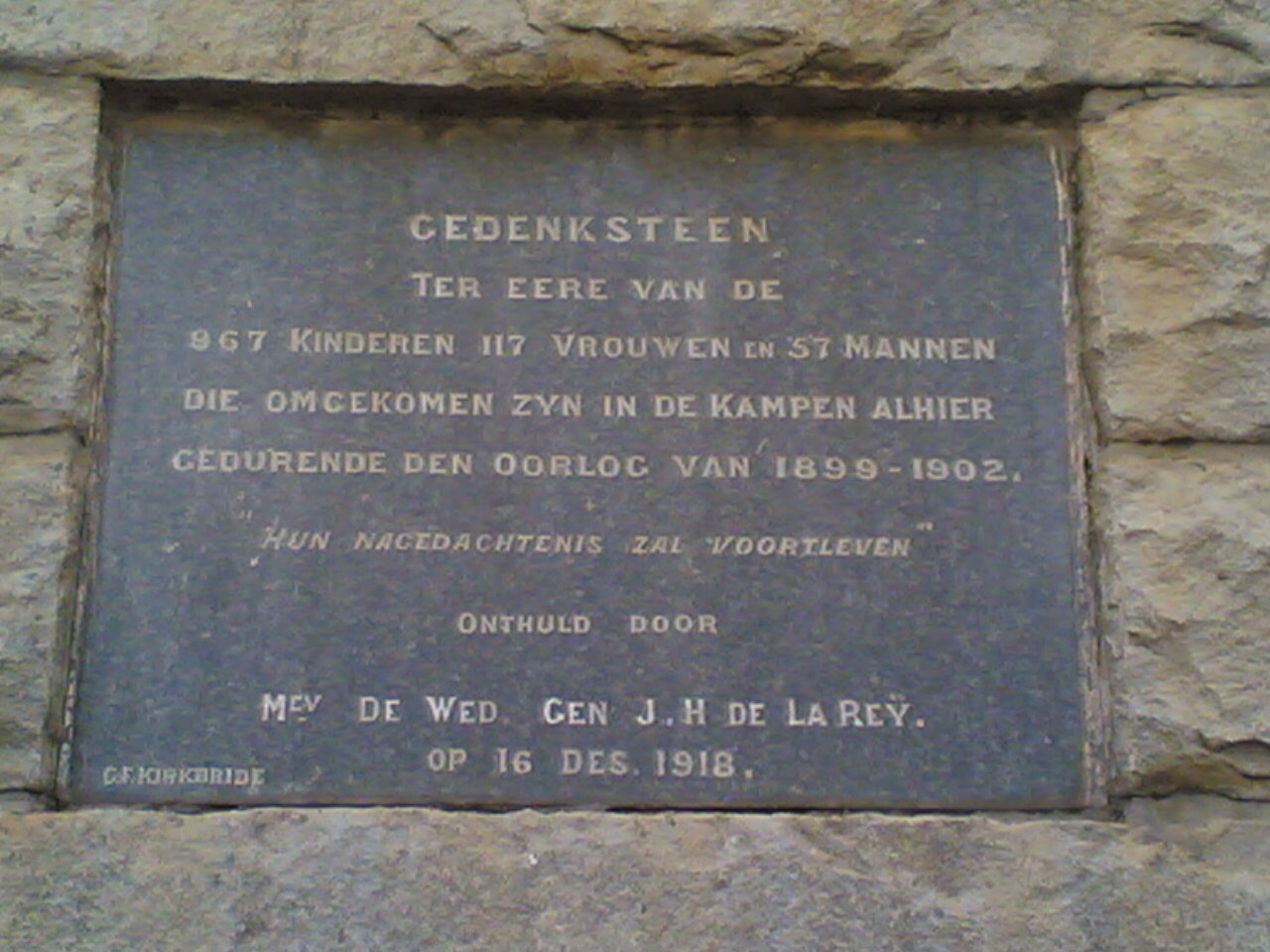
Gedenksteen in het Potchefstroomse concentratiekamp

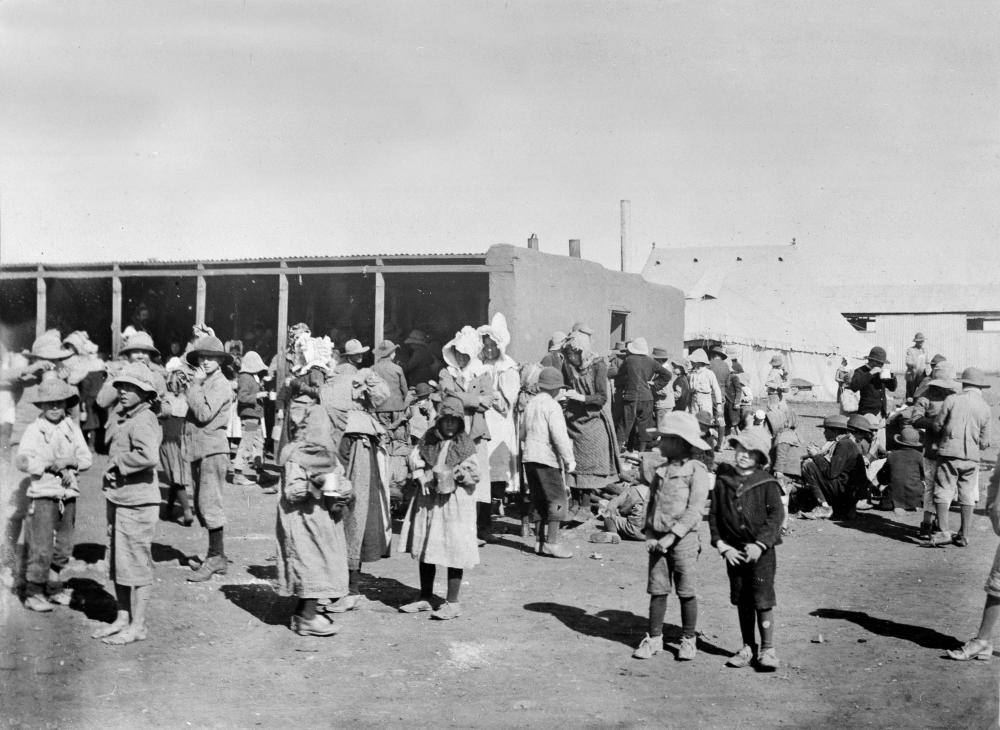
Gezinsleden van Boerenstrijders in een concentratiekamp

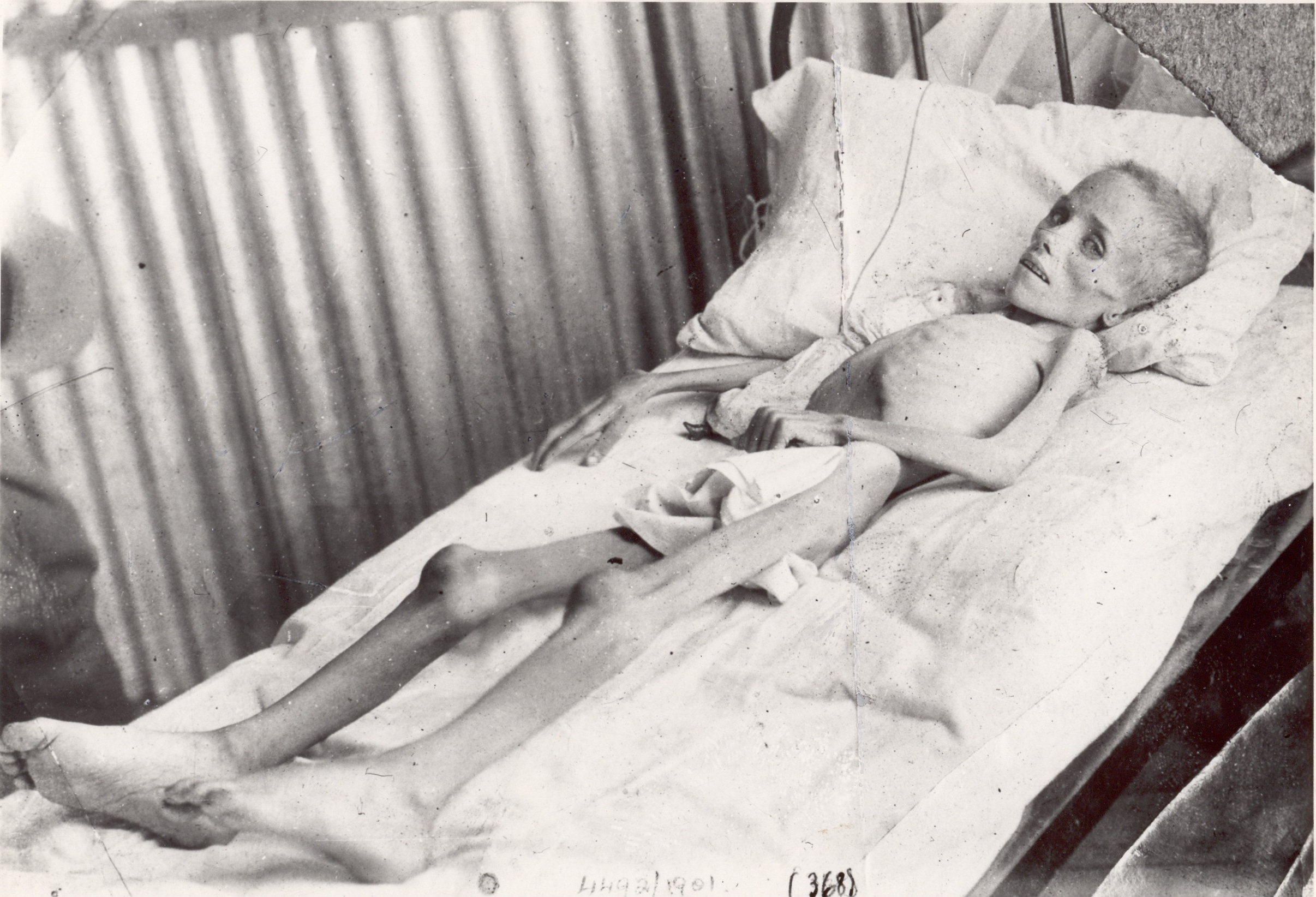
Lizzie van Zyl, dochter van een bittereinder

Omdat de conventionele strijdtechnieken tegenover de bittereinders tekortschoten werd door de Britten nagedacht over een oplossing voor de voortdurende strijd.  Frederick Sleigh Roberts en vervolgens Horatio Kitchener introduceerden de tactiek van de verschroeide aarde en concentratiekampen in Zuid-Afrika.
Officieel werden de kampen gebruikt om humanitaire hulp te verlenen aan boerengezinnen wier boerderij verwoest was in de gevechten. In de praktijk werden de kampen gebruikt om de Boerenstrijders onder druk te zetten. Alle boerderijen waar de Britten bij hun veldtochten op stuitten werden afgebrand. De families werden met niets dan de kleren die ze aanhadden naar concentratiekampen gestuurd. Een Boerencommandant schrijft:
"Onze families verkeren in een meelijwekkende toestand en de vijand gebruikt die families om ons te dwingen ons over te geven."
Door het vernietigen van de boerderijen en het opsluiten van de gezinnen van de bittereinders werd er niet alleen grote psychologische druk op de strijders gelegd, het maakte ook de bevoorrading van de Boerenstrijdgroepen een stuk lastiger.
Uit een onderzoek na de oorlog bleek dat 27.927 Boeren (van wie 22.074 onder de 16) en 14.154 donkere Afrikanen in de kampen stierven als gevolg van ziektes, overbevolking, honger en gebrek aan sanitaire voorzieningen. In totaal stierf ongeveer 25% van de blanke inwoners van de kampen.
Een afgevaardigde van het Zuid-Afrikaanse Vrouwen en Kinderen Hulp Fonds, Emily Hobhouse, schreef een rapport over de omstandigheden in de concentratiekampen. Haar rapport leidde tot een commissie die tussen augustus en december 1901 verschillende kampen bezocht. Aan de hand van de aanbevelingen van die commissie werden de omstandigheden vanaf begin 1902 beter.